# Fredensborgs herrgård

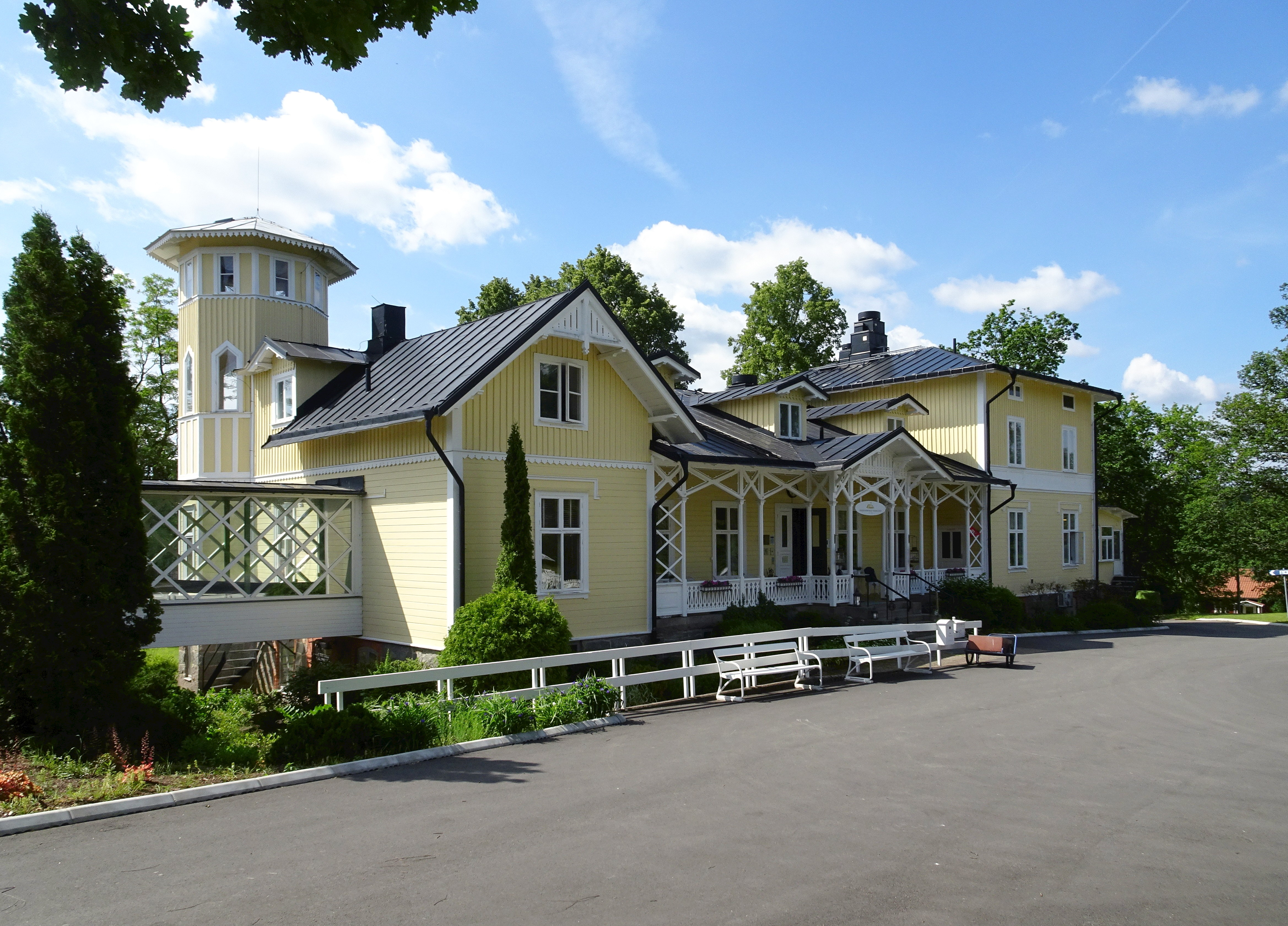
Fredensborgs herrgård, entréfasad.

Fredensborgs herrgård är en herrgård utanför Storebro i Vimmerby socken i Vimmerby kommun i Småland. Herrgården ligger vid norra sidan om sjön Gissen och byggdes 1875 för ryttmästaren Axel Tillberg. Anläggningen ägs sedan 1912 av Svenska Järnvägsmännens Semesterhemsförening.

## Historia

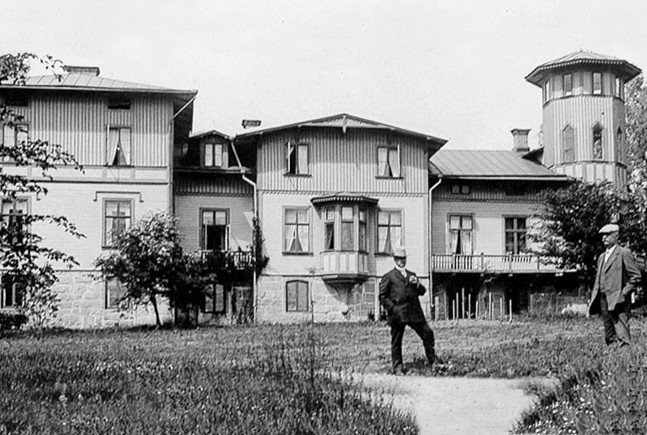
Fredensborgs herrgård, 1915.

Marken kring Fredensborgs herrgård ägdes ursprungligen av storgodset Storebro. Till egendomen hörde flera utgårdar med namn som Tobo, Gissemåla, Sjundekvill, Kvavhult, Åkemåla och Skällebacka. Där herrgården ligger idag fanns tidigare ett gärde kallat "Lindekullet". Nuvarande huvudbyggnad uppfördes 1875 för ryttmästaren Axel Tillberg som var förvaltare på Storebros järnbruk. Till arkitekt anlitade han Hugo Hammarskjöld känd som arkitekt till Vimmerby stadshotell som han ritade 1866. För Tillberg gestaltade Hammarskjöld en större trävilla med hörntorn i tidens smak. Axel Tillberg kallade sin nya bostad för "Fredensborg" förmodligen för han tyckt det lät trevligt.
Tillbergs efterträdare blev majoren Axel Baltzar Carleson, som lämnade Fredensborg 1910 och sålde det stora egendomskomplexet till ett träbolag i Oskarshamn. 1912 såldes anläggningen till  dåvarande Vilohemsföreningen (nuvarande Svenska Järnvägsmännens Semesterhemsförening). Idag präglas rörelsen av hotell- och konferensverksamhet samt en 18-håls golfbana som drivs av Tobo Golfklubb och invigdes 1980. I byggnaden finns även en restaurang och man arrangerar bröllop och julbord.

## Bilder

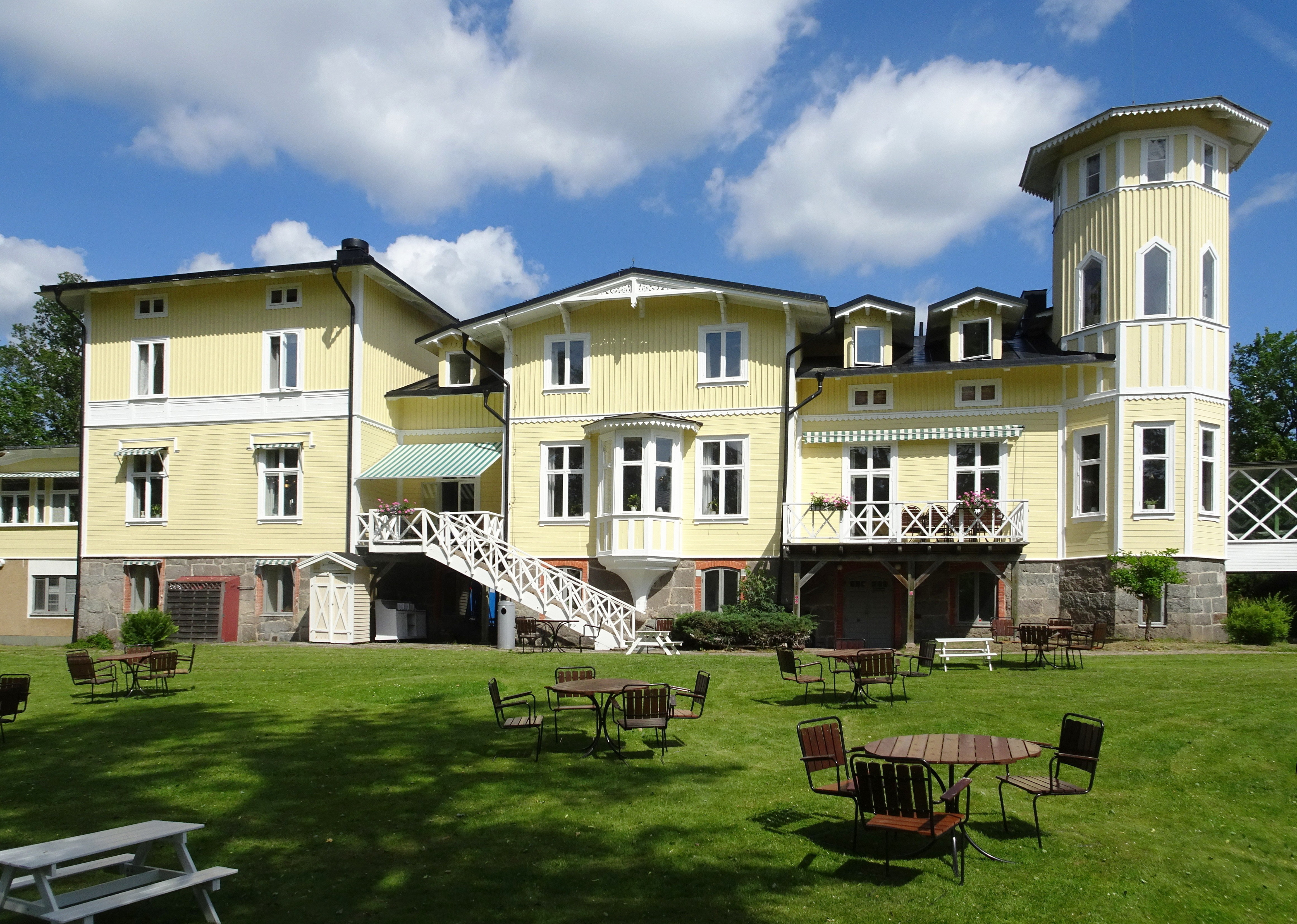
Trädgårdsfasaden.
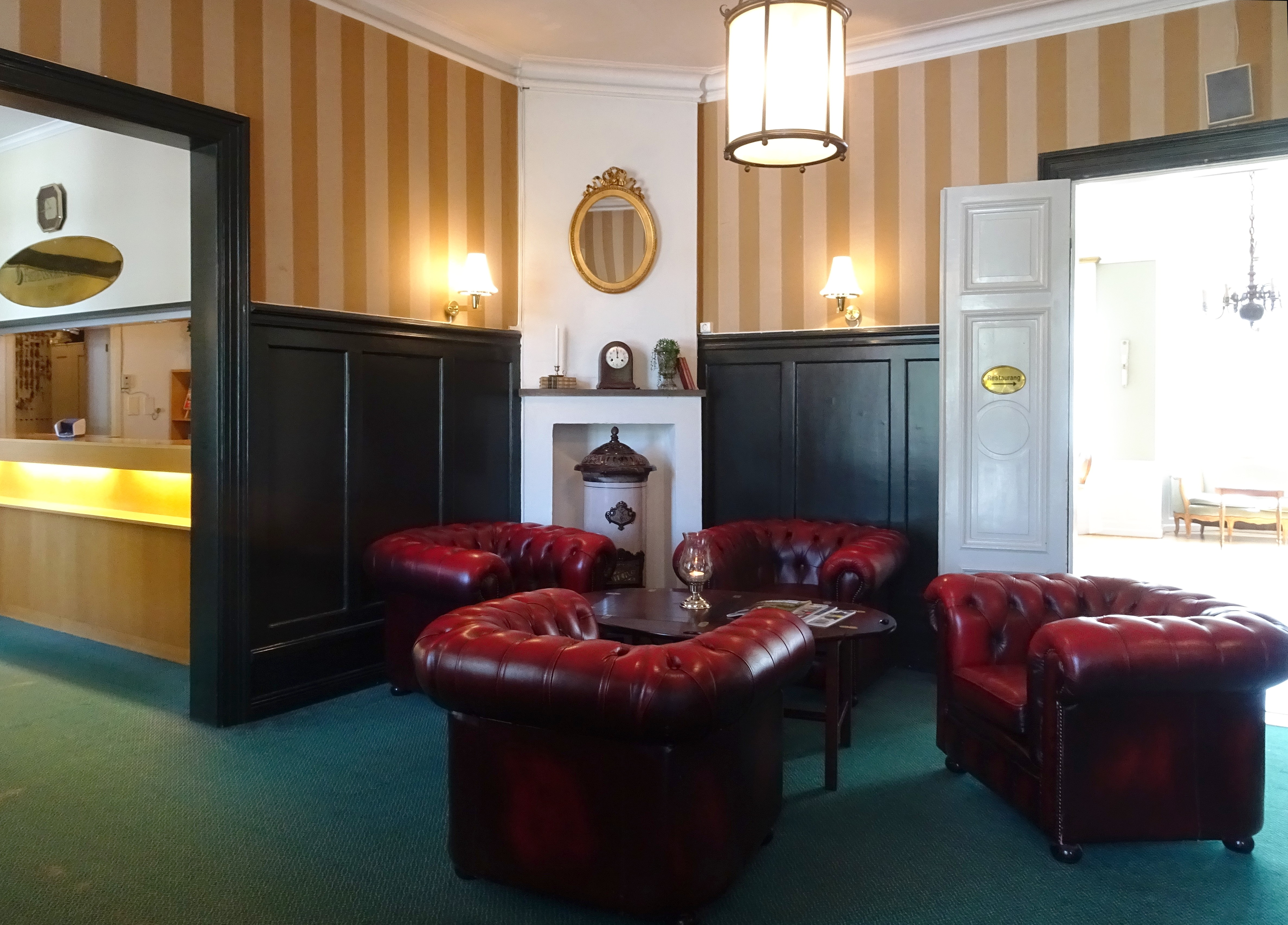
Lounge.
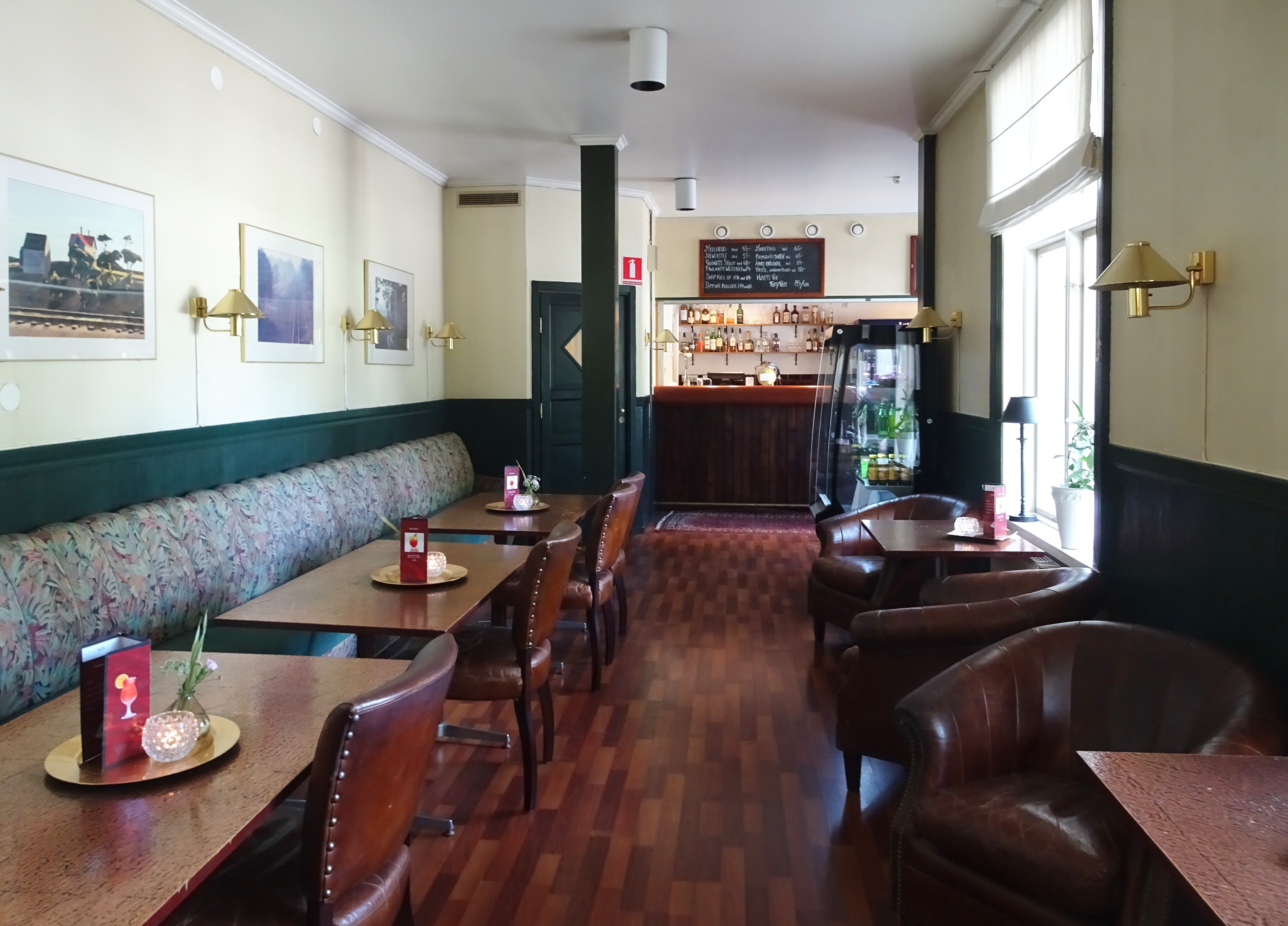
Baren.
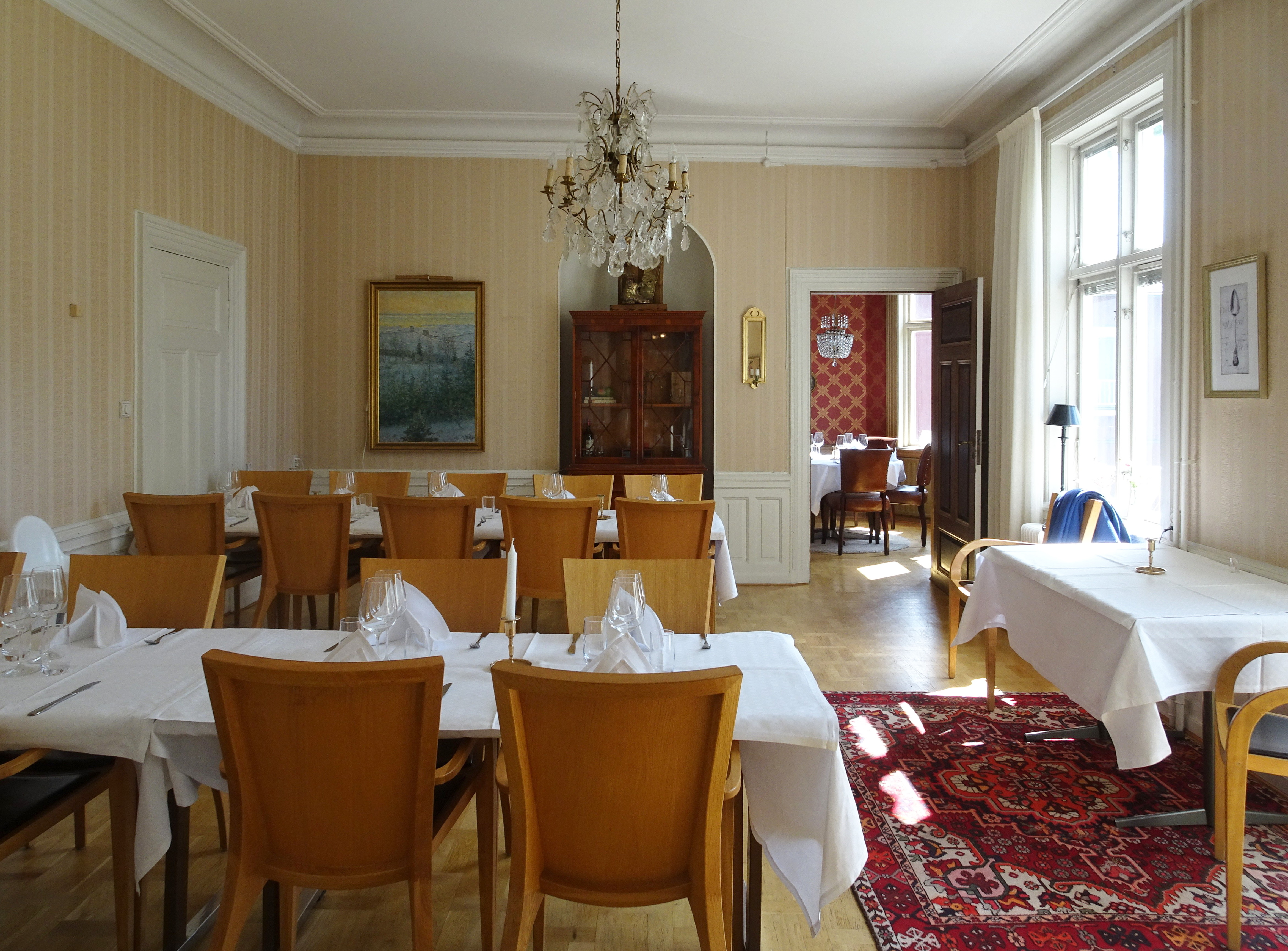
Matsal.
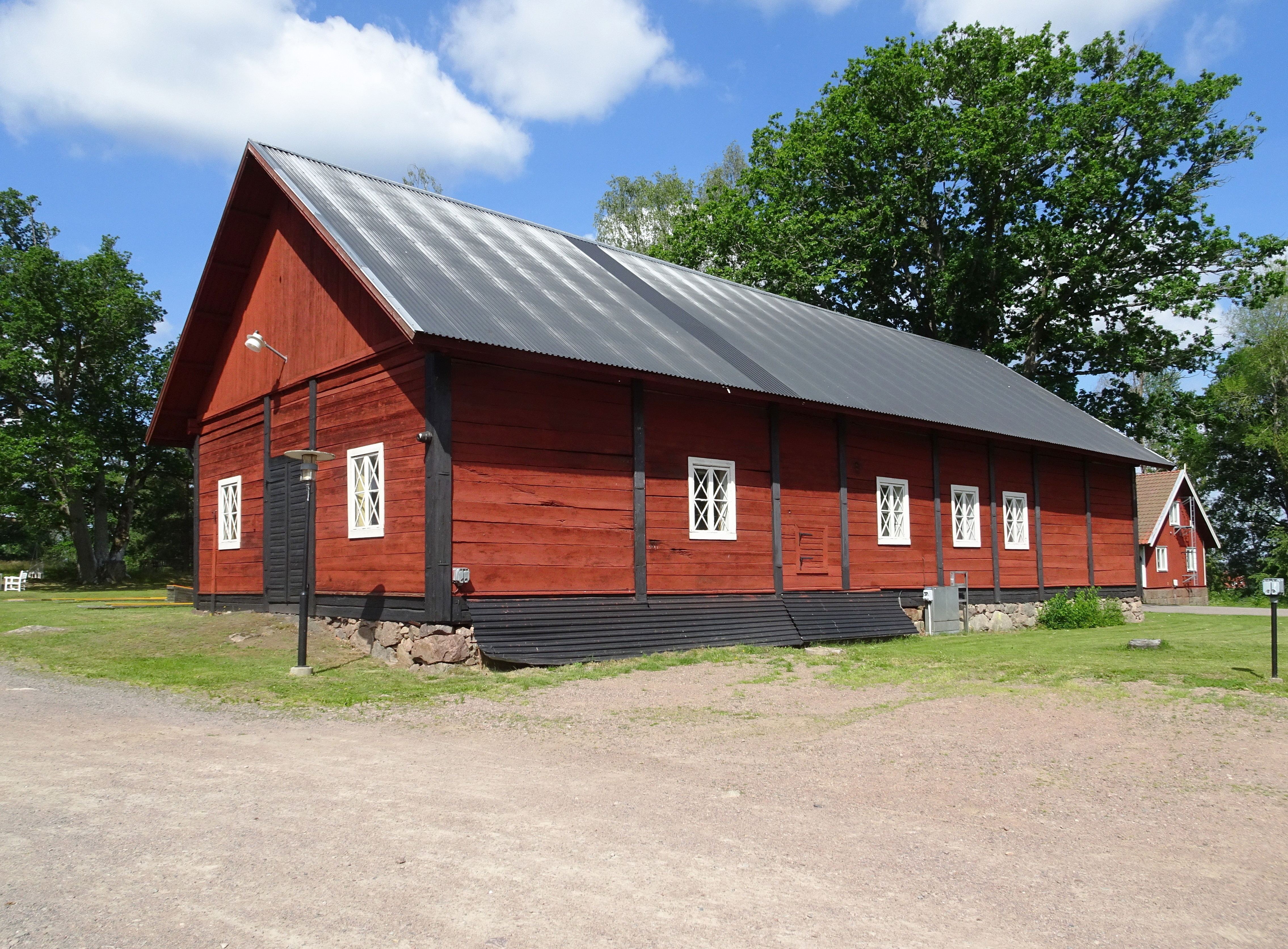
Före detta logen.